# Phyllocnistis labyrinthella
Phyllocnistis labyrinthella là một loài loài bướm thuộc họ Gracillariidae. Loài này có ở khắp châu Âu, ngoại trừ British Isles, Ý, quần đảo ở Địa Trung Hải và một phần bán đảo Balkan.

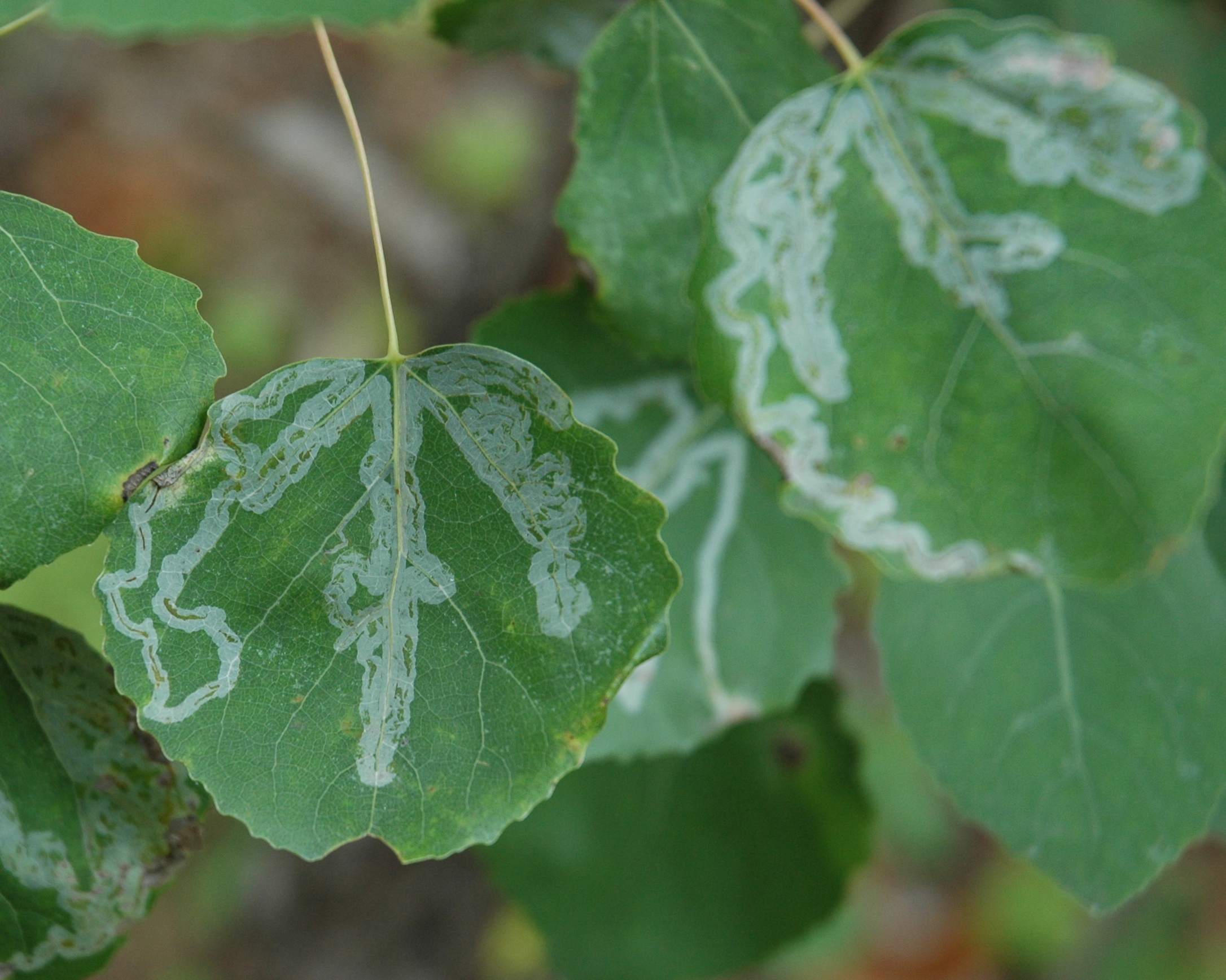
Mines của Phyllocnistis labyrinthella

Sải cánh từ 6–7 mm.